# Lahemboho
Lahemboho is een bestuurslaag in het regentschap Nias Utara van de provincie Noord-Sumatra, Indonesië. Lahemboho telt 852 inwoners (volkstelling 2010).